# Knivskär (vid Mattnäs, Nagu)
Knivskär är en ö nära Ängsö i Nagu,  Finland.   Den ligger i Pargas stad i den ekonomiska regionen  Åboland  och landskapet Egentliga Finland. Ön ligger omkring 5 kilometer öster om Ängsö, omkring 12 kilometer sydväst om Nagu kyrka,  47 kilometer sydväst om Åbo och 170 km väster om Helsingfors. Närmaste allmänna förbindelse är förbindelsebryggan vid Hummelholm som trafikeras av M/S Cheri.